# La Mine image
La Mine image est un musée réutilisant les galeries d'une mine d'anthracite à La Motte-d'Aveillans, en Isère.

## Localisation
Le musée est implanté sur la commune de La Motte-d'Aveillans, située dans le département de l'Isère en région Auvergne-Rhône-Alpes. Il est desservi par le chemin de fer de la Mure en gare du Musée La Mine Image.

## Organisation du bâtiment
Le musée est composé d'anciennes galeries de mine visitables et d'un bâtiment d'exposition permanente.

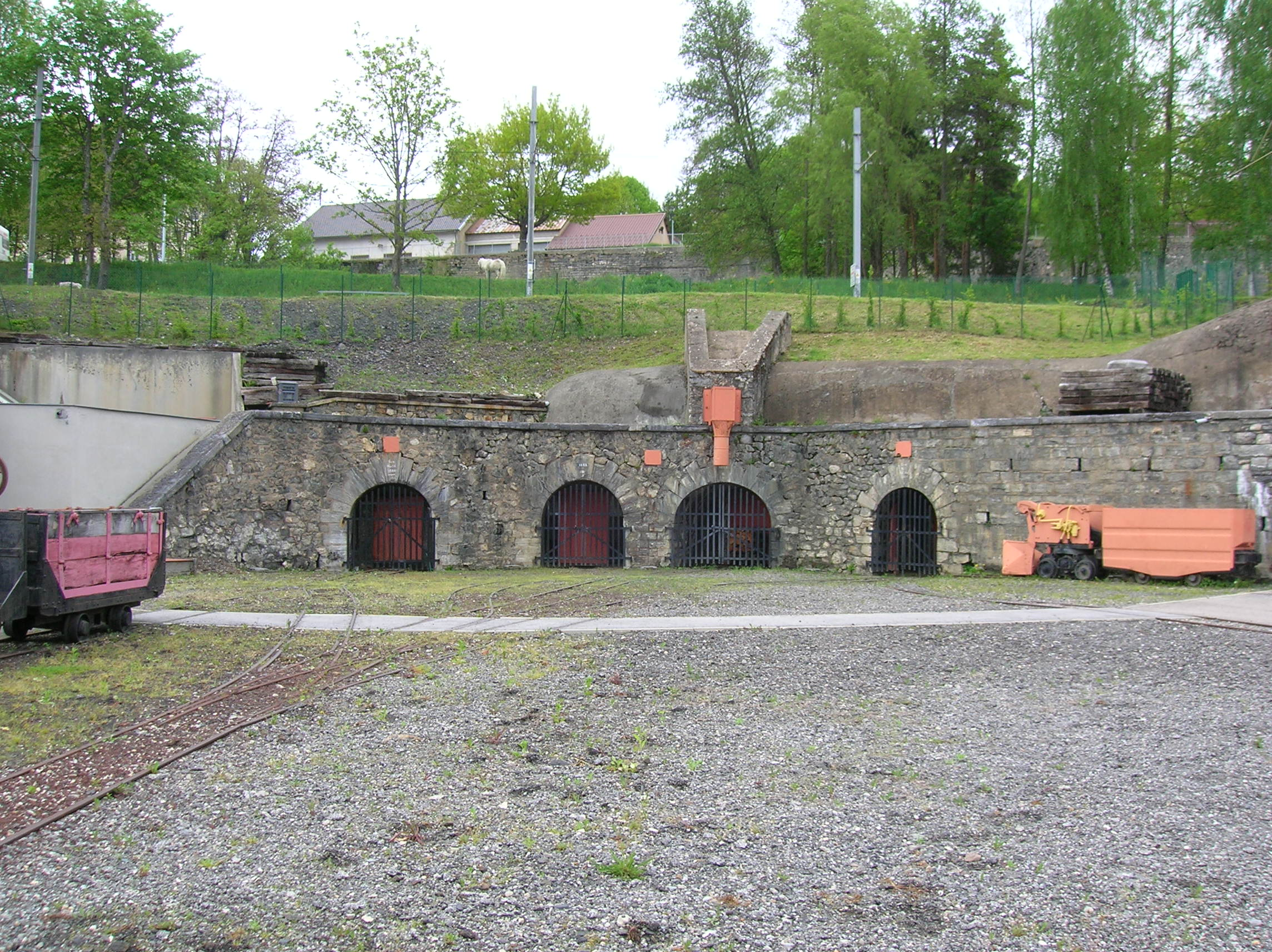
Entrées de galeries.
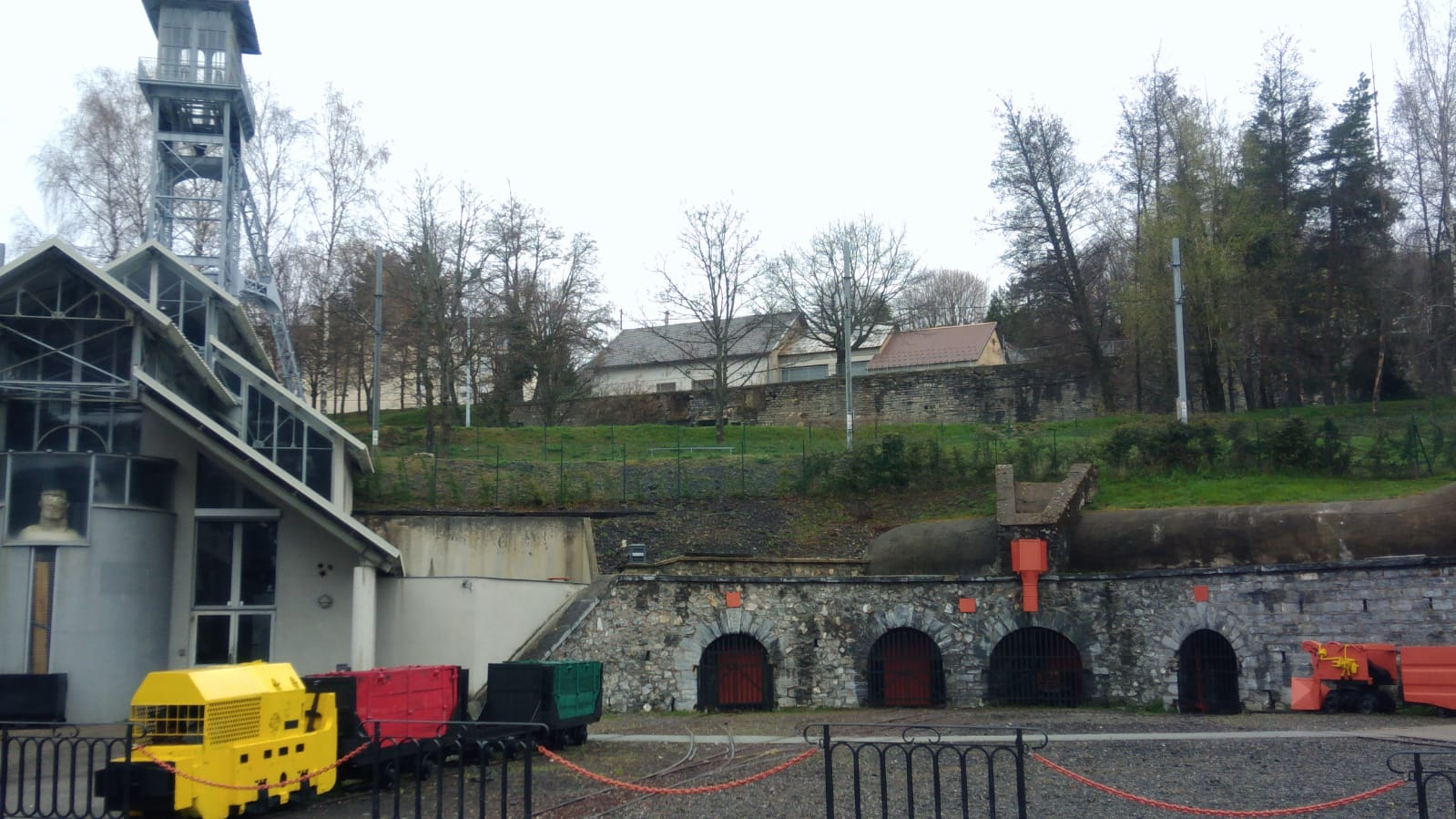
Les galeries et son premier musée.
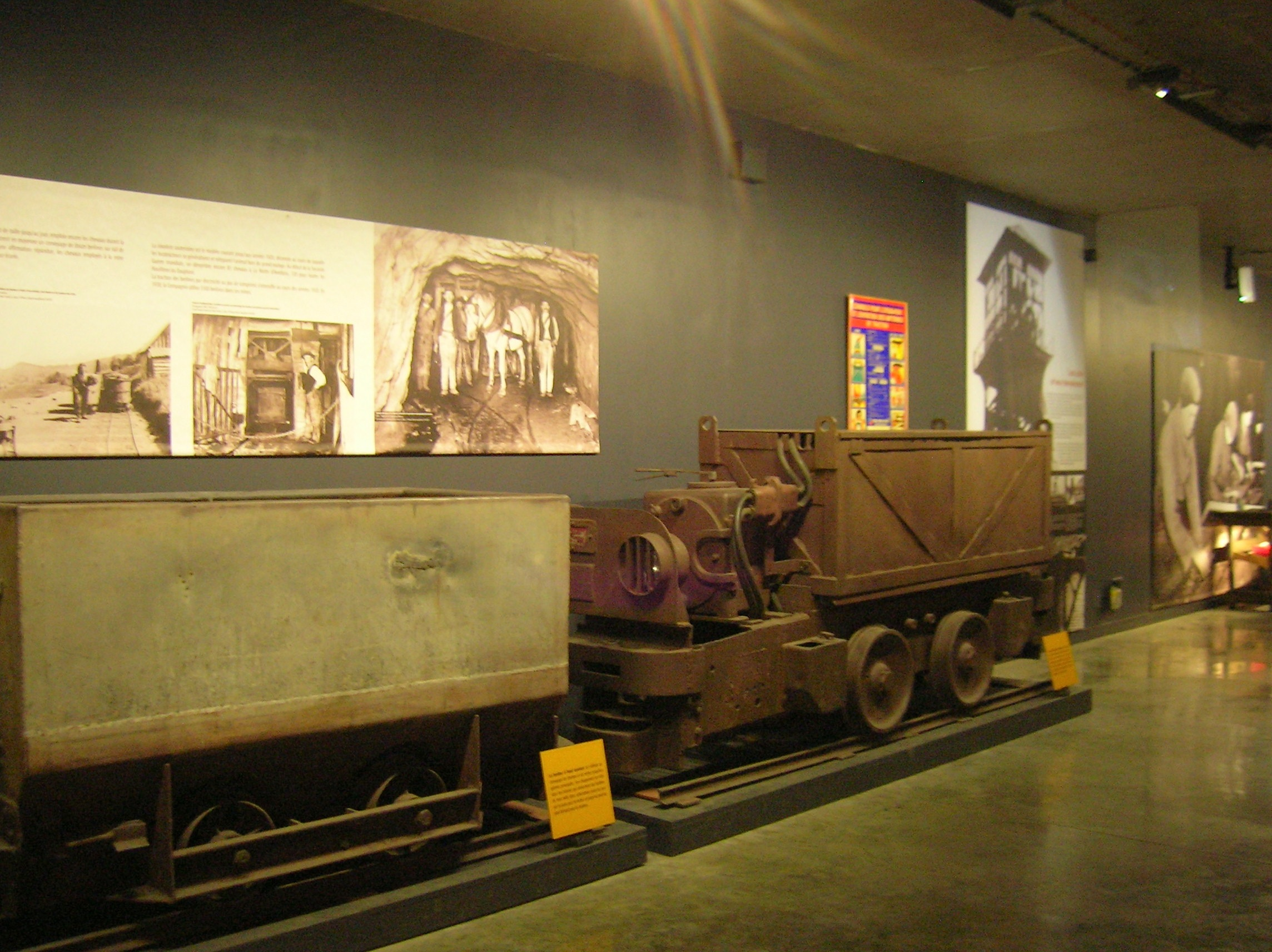
Muséographie.
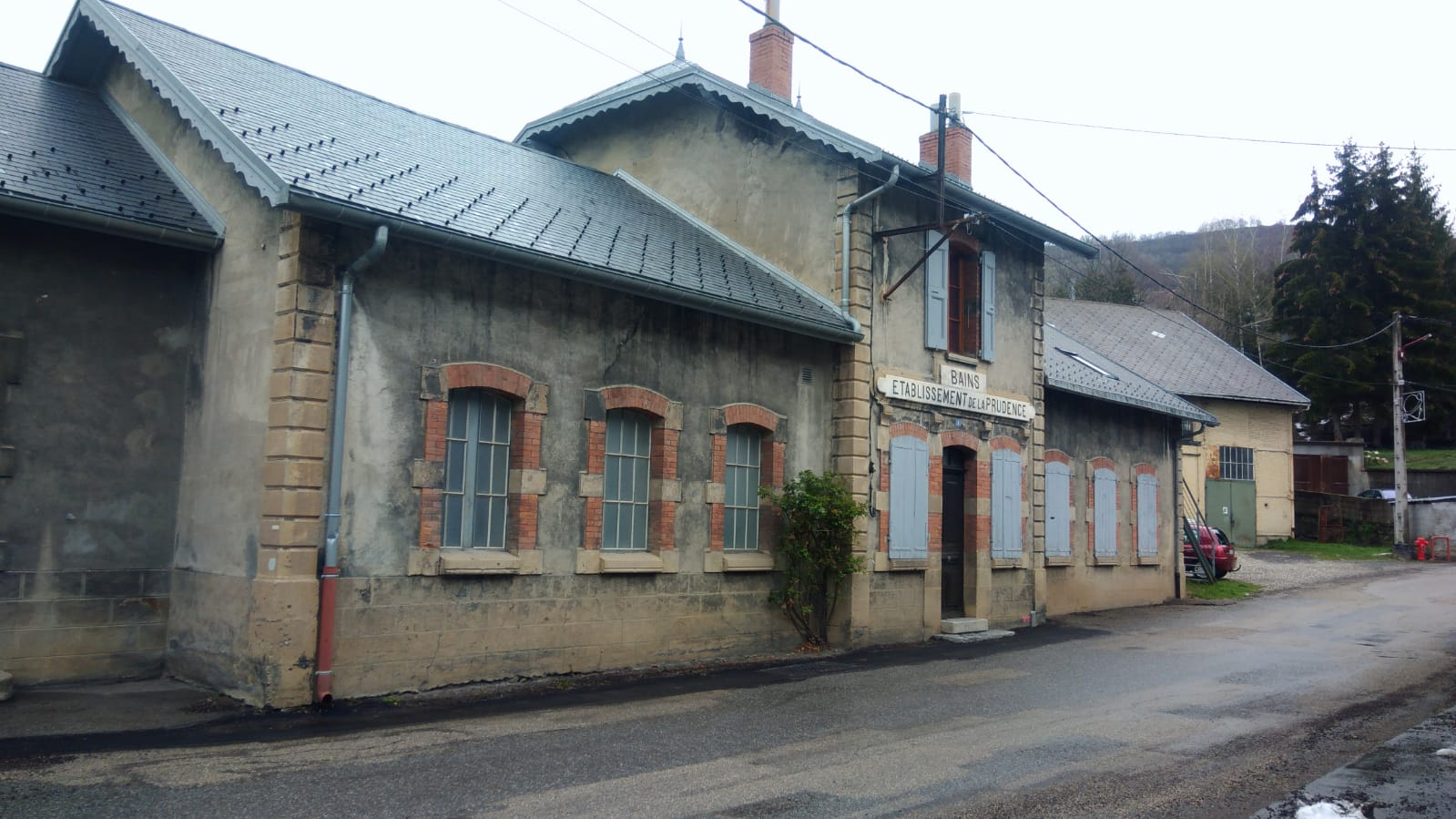
Bains de la mine.
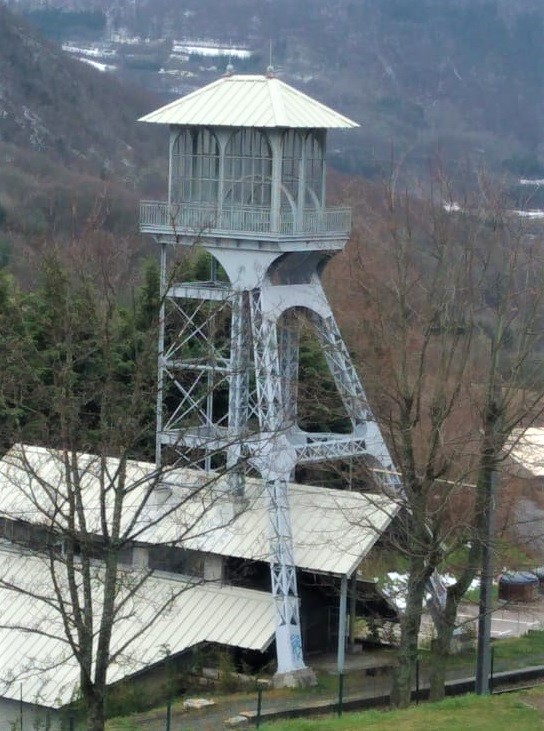
Chevalement reconstitué du puits Sainte-Marie.

## Histoire

### Exploitation minière et industries
Le bassin minier du Dauphiné est exploité depuis le Moyen Âge (les premiers écrits remontent au moins jusqu'en 1261), et ce jusqu'en 1956. Les dernières exploitations ferment définitivement en 1997.
Les mines de la Mure exploitées à La Motte-d'Aveillans, ferment en 1956.
La première exploitation horizontale date de 1768. Elle ne servait qu'à approvisionner les foyers de La Mure, La Motte, Mens.
La ligne du chemin de fer a été construite au XIXe siècle, afin de relier le bassin minier à la plaine. L'exploitation de l'anthracite a permis de développement économique de la région. Cette ligne reliait La Mure, La Motte à la Gare de St Georges de Commiers, où était réceptionné le charbon.
À la suite de l'essor économique de la région, le projet d'étendre les lignes jusqu'à Gap émerge en 1928. Cependant, la construction fut lente et s'est donc arrêtée à Corps.
Les mines de Pierre-Châtel ont été abandonnées en 1912, les mines de Notre-Dame de Vaulx en 1934. Il restait donc seulement les mines de la Motte d'Aveillans (jusqu'en 1956) et les mines du Villaret et des Rioux à Prunières (qui ont fermé plus tard).
Travailler dans les mines était difficile. L'humidité y était importante, l'air peu respirable et les journées très longues. Il y avait aussi des dangers d'explosions, d'éboulements, et les mineurs devenaient souvent malades de la silicose, maladie qui déchire les poumons à cause des grains de "poussière à facettes coupantes".

### Musée

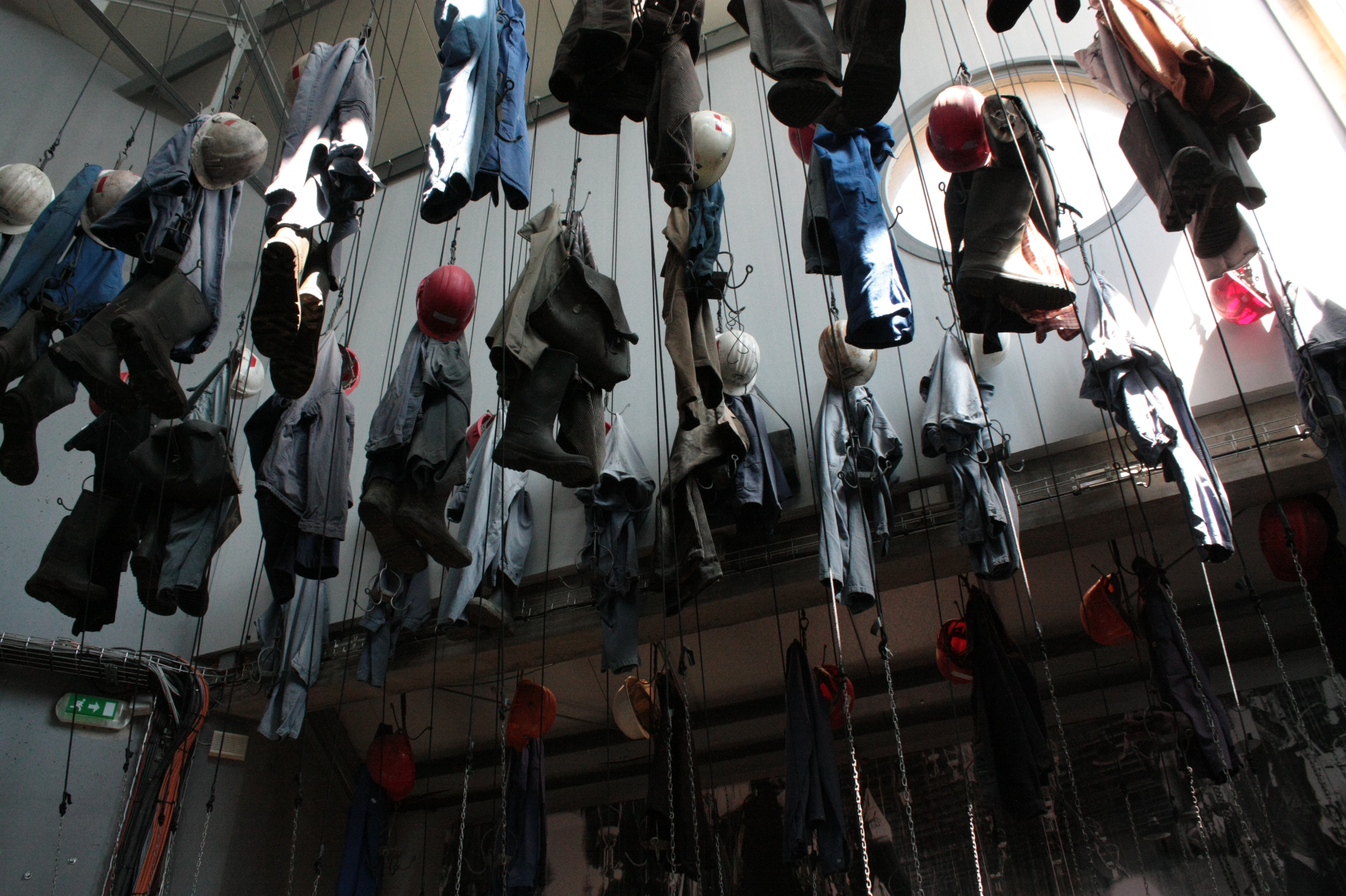
La Salle des pendus.

L'association Sauvegarde et mise en valeur du patrimoine Mottois est créée en février 1986. Elle a pour but de réhabiliter les mines de la Motte d'Aveillans afin de perpétuer l'histoire des « Gueules Noires » du plateau Matheysin. Le projet a été initié par des bénévoles attachés au patrimoine de leur village, ainsi que par des anciens mineurs. Ils ont, peu à peu, dégagé des galeries pour qu'elles puissent être visitées. Dans ces galeries, les bénévoles ont reconstitué des scènes où l'on observe des ouvriers exécutant des tâches spécifiques à l'activité. Le premier bâtiment du musée, surmonté d'une réplique du chevalement du puits Sainte-Marie, est ouvert en 1995. Ce musée de la Mine Image reconstitue de cadre social des mineurs, avec la « salle des pendus » (salle où étaient accrochés les blouses de travail) par exemple. Un second bâtiment d'exposition est ouvert en 2011. Les bâtiments modernes ont une architecture inspirée des anciens bâtiments miniers.
Il était également proposé aux touristes des balades sur des anciens wagons, appelés les « baladeuses ». Il était aussi vendu des cartes postales retraçant le passé des anciens mineurs, ou bien des cartes illustrant les prouesses techniques du site. Cette activité fût arrêtée après la Seconde Guerre Mondiale, et reprit finalement à la fin des années 1960. L'association Sauvegarde et mise en valeur du Patrimoine Mottois a donc continué ce mode d'excursion, qui partait de la gare de Saint-Georges-de-Commiers, et qui arrivait à la Gare de la Mure (en passant par celle de la Motte d'Aveillans). Le trajet longeait les collines de la région et frôlait le Drac. Elle circulait sur les flancs de montagne abrupts, ce qui permettait d'offrir des points de vue vertigineux sur tout la vallée et sur le barrage de Notre-Dame-de-Commiers. On pouvait par exemple apercevoir le Mont Aiguille, une des sept merveilles du Dauphiné. Le trajet était périlleux et risqué, et c'est un éboulement qui cause sa fermeture en octobre 2010,.